# Laeta Kalogridis
Laeta Elizabeth Kalogridis (Winter Haven, 30 de agosto de 1965) é uma roteirista e produtor de cinema e de televisão de origem grega-americana. Ela escreveu roteiros para Alexander (2004), Night Watch (2004), Pathfinder (2007) e Shutter Island (2010). Ela também atuou como produtora executiva da série de televisão Birds of Prey e Bionic Woman, e co-escreveu o roteiro para Terminator Genisys (2015). Ela recentemente foi criadora e produtora executiva da Altered Carbon (2018).
Ela também é a fundadora do site pró-sindicato Hollywood United e esteve envolvida como pacificadora na greve da Writers Guild of America de 2007-2008.

## Infância e educação
Laeta Kalogridis nasceu em Winter Haven, na Flórida. Ela é graduada no Davidson College em Davidson, Carolina do Norte e da University of Texas em Austin e frequentou a UCLA School of Theatre, Film and Television. Ela é de descendência grega; seus avós emigraram de Kalymnos no início do século XX. Ela se formou no programa MFA para roteirista na UCLA.

## Carreira de escritora

### Primeiros scripts e projetos
No início de sua carreira, Kalogridis escreveu um roteiro de especulação sobre Joana D' Arc intitulado In Nomine Dei .  Ela vendeu o roteiro para a Warner Bros. em abril de 1994, mas um filme não foi produzido. Em março de 1995, ela escreveu o roteiro inicial de X-Men, um filme blockbuster lançado em 2000. No final de 1999, ela fez um trabalho não creditado no roteiro de Scream 3.[carece de fontes?] Em setembro de 2000, ela teve um crédito de roteiro para o filme de 2001 Lara Croft: Tomb Raider. Ela foi produtora executiva e roteirista dos episódios "Slick" e "Premiere" na série 2002 Birds of Prey. Em setembro de 2003, ela estava envolvida na reescrita da adaptação do filme de ação ao vivo Wonder Woman para a Warner Bros.  Ela foi roteirista da versão em inglês do filme Night Watch, de 2004, e também escreveu o roteiro do filme de 2004, Alexander.
Em janeiro de 2005, ela trabalhou em um remake de The Lone Ranger para a Columbia Pictures.  Em novembro de 2005, ela ajudou a escrever Borgia, um filme da ImageMovers sobre a família Borgia na Roma do século XV. Em fevereiro de 2006 ela começou a escrever The Dive, o filme planejado pelo diretor James Cameron sobre o mergulhador Francisco "Pipin" Ferraras e sua esposa Audrey Mestre.

### Greve e projetos recentes
Em janeiro de 2007, ela começou a escrever Alita: Battle Angel, o filme planejado pelo diretor James Cameron baseado no clássico mangá cyberpunk Battle Angel Alita. Em outubro de 2007, ela fez uma reescrita do filme de vampiros Darksiders para a New Line Cinema. Ela foi roteirista do filme Pathfinder de 2007. Ela também foi produtora executiva da série de TV de 2007, Bionic Woman , também escrevendo o piloto. Para Bionic Woman , ela se lembra de ter sido demitida em parte porque lhe disseram que "não sabia como escrever mulheres" e foi substituída por uma escritora masculina.
Kalogridis se envolveu como uma negociadora na grevedos roteiristas dos Estados Unidos de 2007–2008 , trabalhando com escritores e produtores para chegar a uma solução. O New York Times relatou seu envolvimento, "Kalogridis e suas amigas ... haviam se tornado um canal para os membros da guilda que esperavam ganhos consideráveis, cujo apoio seria necessário se algum acordo fosse alcançado." Ela também é a fundadora do site pró-união Hollywood United.
Ela foi produtora executiva do blockbuster Avatar de 2009, do diretor James Cameron. Ela foi produtora executiva e roteirista do filme de 2010 Shutter Island.  Ela produziu o filme de 2013, White House Down. Em 2013, ela e Patrick Lussier foram ambos chamados co-autores para o quinto filme da Terminator série, Terminator Genisys, para a Paramount Pictures e Skydance Productions.  Ela também foi produtora executiva do filme de 2015.[carece de fontes?]Em 2018, ela foi produtora do filme The House with a Clock in Its Walls. Ela também foi criadora, roteirista e produtora executiva da Altered Carbon , uma série de ficção científica da Netflix que estreou em fevereiro de 2018. Ela continua a trabalhar na adaptação cinematográfica do mangá Alita: Battle Angel como co-roteirista, juntamente com James Cameron e Robert Rodriguez , com um trailer lançado em dezembro de 2017.  Desde 2016, ela também escreve e é produtora executiva da série de ação ao vivo Sword Art Online, sem título, para a Netflix.  Ela está escrevendo o piloto, observando em uma entrevista que estava trabalhando para não "branquear" a adaptação.

## Filmografia
| Ano  | Filme                                           | Crédito                                                         |
| ---- | ----------------------------------------------- | --------------------------------------------------------------- |
| 2000 | Dracula 2000                                    | Agradecimentos especiais                                        |
| 2002 | Aves de Rapina                                  | Produtor executivo, escritor dos episódios "Slick" e "Premiere" |
| 2004 | Vigília noturna                                 | Roteirista (versão em inglês)                                   |
| 2004 | Alexander                                       | Roteirista                                                      |
| 2007 | Pathfinder                                      | Roteirista                                                      |
| 2007 | Mulher biônica                                  | Produtor executivo, escritor do episódio "Pilot"                |
| 2009 | Avatar                                          | Produtor executivo                                              |
| 2010 | Ilha do obturador                               | Roteirista, produtor executivo                                  |
| 2013 | Casa Branca caiu                                | Produtor                                                        |
| 2015 | Terminador Genisys                              | Co-roteirista, produtor executivo                               |
| 2018 | Carbono Alterado                                | Criador, roteirista, produtor executivo                         |
| 2018 | The House with a Clock in its Walls             | Produtor executivo                                              |
| 2019 | Alita: Anjo da Batalha                          | Co-roteirista                                                   |
| 2019 | Untitled Sword Art Online série de ação ao vivo | Roteirista, produtor executivo                                  |